# Lijst van afleveringen van Aaron Stone
Aaron Stone is een serie die oorspronkelijk is gestart in Amerika op Disney XD. De eerste aflevering werd daar uitgezonden op 13 februari 2009. Op 1 januari 2010 startte de serie in Nederland ook op Disney XD. Hieronder een overzicht van alle Aaron Stone-afleveringen. In Nederland worden de afleveringen uitgezonden op de productiecode.

## Overzicht
| Seizoen | Afleveringen | Eerste uitzending in NL | Laatste uitzending in NL |
| ------- | ------------ | ----------------------- | ------------------------ |
| 1       | 21           | 1 januari 2010          | 23 april 2010            |
| 2       | 14           | 4 september 2010        | 31 december 2010         |

## Seizoen 1
| Nr. | Nr. in seizoen | Titel                                        | Nr. productie | Eerste uitzending | Zender       |
| Samenvatting | Samenvatting   | Samenvatting                                 | Samenvatting  | Samenvatting      | Samenvatting |
| --- | -------------- | -------------------------------------------- | ------------- | ----------------- | ------------ |
| 1 | 1              | "Hero Rising: niet zomaar een game (deel 1)" | 101           | 8 januari 2010    | Disney XD    |
| Charlie Landers is de beste speler in het online spel 'Hero Rising'. Met zijn beste avatar Aaron Stone weet hij niet dat de beste speler uitgekozen zal worden om in het echt het Omega Verbond uit te schakelen. Dit is een team van mensen die de wereld willen vernietigen. |                |                                              |               |                   |              |
| 2 | 2              | "Hero Rising: niet zomaar een game (deel 2)" | 102           | 8 januari 2010    | Disney XD    |
| Aaron Stone gaat op zijn eerste missie, en ontmoet de Souljacker. Dit is een van de zeven leden van het Omega Verbond. De Souljacker wil een gif vrijlaten zodat hij de Verenigde Staten kan overnemen. |                |                                              |               |                   |              |
| 3 | 3              | "De eerste aanval"                           | 103           | 1 januari 2010    | Disney XD    |
| Aaron Stone is op een missie gestuurd om Genaral Cross uit te schakelen, dit is een van de niet te stoppen leden van het Omega Verbond die de baas van Aaron Stone, T. Abner Hall, wil uitschakelen. |                |                                              |               |                   |              |
| 4 | 4              | "Time out!"                                  | 105           | 1 januari 2010    | Disney XD    |
| Kronis heeft een apparaat ontworpen dat kan zorgen dat de tijd bevriest, zijn eerste stap is om een tijdmachine te maken zodat hij de controle kan krijgen over de hele wereld. Samen met zijn zoon Dax doet hij dit. Aaron Stone moet een manier verzinnen om het duo te kunnen verslaan. |                |                                              |               |                   |              |
| 5 | 5              | "Linke muziek"                               | 104           | 1 januari 2010    | Disney XD    |
| Cerebella, een specialist in het maken van hersen-controles, maakt een rockvideo om kinderen te hersenspoelen, zodat zij en de zeven anderen de controle kunnen krijgen over de hele wereld. Aaron Stone roept de hulp in van zijn Hero Rising-vrienden om de computer te hacken en haar plannen te dwarsbomen. |                |                                              |               |                   |              |
| 6 | 6              | "From Hero to Xero"*                         | 106           | 2 januari 2010    | Disney XD    |
| Charlie, Jason en Emma moeten op zaterdag nablijven op school als Charlie (Aaron Stone) plotseling gevraagd wordt om te vliegen naar Tokio om Xero te stoppen. |                |                                              |               |                   |              |
| 7 | 7              | "Uit de lucht gevallen (deel 1)"             | 107           | 15 januari 2010   | Disney XD    |
| Charlie probeert zijn moeder te laten denken dat hij op zijn kamer ziek in bed ligt, door zijn broer, Jason, daar te laten liggen. Ondertussen gaat hij zelf naar een kostuumfeest vliegen met zijn Hero Rising vrienden: Vas en Ram. Ondertussen crasht de Jackpack. |                |                                              |               |                   |              |
| 8 | 8              | "Uit de lucht gevallen (deel 2)"             | 108           | 22 januari 2010   | Disney XD    |
| Charlie wordt gered van de wezens die het Omega Verbond geplaatst heeft in het bos. S.T.A.N., de bescherming van Aaron Stone moet worden achtergelaten. Hij is ongehoorzaam aan zijn baas en haalt S.T.A.N. toch. |                |                                              |               |                   |              |
| 9 | 9              | "In Hall We Trust"*                          | 109           | 29 januari 2010   | Disney XD    |
| Aaron Stone moet iemand stoppen die een leger van beesten wil creèren, zodat hij niet meer de wereld kan vernietigen. Dit terwijl Jason een feestje houdt, en S.T.A.N. en Emma hem babysitten. |                |                                              |               |                   |              |
| 10 | 10             | "Twee maal S.T.A.N."                         | 110           | 5 februari 2010   | Disney XD    |
| Wanneer een man op de stoep staat wil S.T.A.N. niet open doen, en laat hij Charlie de deur open doen. Charlie merkt dat het de S.T.A.N. uit de toekomst is, Aaron Stone moet Kronis uitschakelen zodat hij geen formule kan maken om door de tijd te reizen. Emma probeert te achterhalen waar de toekomstige S.T.A.N. vandaan komt. |                |                                              |               |                   |              |
| 11 | 11             | "Xero Overheerst"                            | 111           | 12 februari 2010  | Disney XD    |
| Xero heeft 's werelds meest gevreesde vechter, deze vechter is de wereldkampioen. Deze vechter draagt een pak waardoor Xero hem in zijn macht heeft. Aaron Stone bedenkt een oplossing om het pak te vernietigen. |                |                                              |               |                   |              |
| 12 | 12             | "Bewolkt met de enige kans op ninja's"       | 112           | 19 februari 2010  | Disney XD    |
| Wanneer Zefir en zijn ninja's een weer-apparaat hebben gestolen roept Aaron Stone hulp in, en moet hij leren samen te werken. Ondertussen maakt Jason een foto van de Jackpack. Jason denkt dat het een voertuig is voor ufo's. |                |                                              |               |                   |              |
| 13 | 13             | "Wie vangt wie?"                             | 113           | 26 februari 2010  | Disney XD    |
| Charlie redt een meisje. Later wil ze nog een afspraakje met hem omdat hij haar telefoon nog heeft. Tijdens het nieuwe afspraakje laat ze een geheim los, en blijkt dat ze een lid is van het Omega Verbond en dat ze de dochter is van T. Abner Hall. Ondertussen help Jason Emma om uitgekozen te worden voor klasse president. |                |                                              |               |                   |              |
| 14 | 14             | "Beestachtig"                                | 114           | 5 maart 2010      | Disney XD    |
| Iemand doet een poging Aaron Stone te vernietigen, hierdoor bezeert hij zijn arm. Emma en S.T.A.N. nemen het een poosje over tot Aaron Stone bepaalde bewegingen in "Hero Rising" geleerd heeft. Ondertussen wordt Jason jaloers op zijn broer. |                |                                              |               |                   |              |
| 15 | 15             | "Chuck & Charlie"*                           | 115           | 12 maart 2010     | Disney XD    |
| Charlie beslist te stoppen met het bestrijden van het Omega Verbond nadat het Omega Verbond hem een gif heeft ingebracht dat hem agressief zou maken. Ondertussen proberen Chuck en Emma samen met Vas en Ram het tegengif te stelen voor het te laat is. |                |                                              |               |                   |              |
| 16 | 16             | "Mind Games"*                                | 116           | 19 maart 2010     | Disney XD    |
| Elias Powers, de voormalige Hall Industries onderzoeker en maker van de video game, "Hero Rising" verraad T. Abner Hall door een verkoop aan het Omega Verbond. Aaron Stone vindt een geheim level in "Hero Rising" en vecht tegen een van de leden van het Omega Verbond. |                |                                              |               |                   |              |
| 17 | 17             | "My Stakeout with S.T.A.N."*                 | 117           | 26 maart 2010     | Disney XD    |
| Aaron Stone leert dat Mr. Hall oorspronkelijk de leden van het Omega Verbond heeft samengebracht om te zorgen voor een betere mensheid. Na een gevaarlijke DNA-verandering via een serum joeg dhet Omega Verbond hem in afzondering. |                |                                              |               |                   |              |
| 18 | 18             | "Dreamcast"*                                 | 119           | 9 april 2010      | Disney XD    |
| Aaron Stone wordt ingespoten met een chip die het mogelijk maakt om zijn dromen waar te maken en uiteindelijk de zwakke plekken van zichzelf te ontdekken. S.T.A.N. moet een manier vinden om de chip te verwijderen. |                |                                              |               |                   |              |
| 19 | 19             | "S.T.A.N. By Me"*                            | 118           | 2 april 2010      | Disney XD    |
| S.T.A.N. is vervangen door Hunter, dit is een hippe tiener die mee gaat op de missie van Aaron Stone. Hunter ontploft tijdens de missie waardoor hij kortsluiting krijgt en Aaron Stone staat er alleen voor omdat Hunter denkt dat hij Aaron Stone moet vernietigen. |                |                                              |               |                   |              |
| 20 | 20             | "Saturday Fight Fever"*                      | 120           | 16 april 2010     | Disney XD    |
| Charlie realiseert zich dat Emma nog nooit naar school is geweest om een dans op te voeren. Hij zorgt ervoor dat ze het dan nu wel doet doet en nodigt Vas en Ram uit als gasten. Charlie wil ze ophalen met de Jackpack, maar onderweg krijgt hij een missie van mr. Hall omdat Kronis een reeks van plannen heeft. Hij heeft Vas en Ram gegeijzeld, en hij zal ze vrijlaten in ruil voor blauwdrukken. Aaron Stone schakelt mr. Hall in om zijn dochter te vinden. |                |                                              |               |                   |              |
| 21 | 21             | "Game On"*                                   | 121           | 23 april 2010     | Disney XD    |
| Charlie laat zijn broer aan een 'Hero Rising' toernooi meedoen als verjaardags cadeau met Vas, Ram, Ema en S.T.A.N. op sleeptouw. Het Omega Verbond zoekt Aaron Stone en wil hem vernietigen. Voor het eerst ziet Jason Charlie als zijn avatar strijden tegen het Omega Verbond. |                |                                              |               |                   |              |

## Seizoen 2
| Nr. | Nr. in seizoen | Titel                          | Nr. productie | Eerste uitzending          | Zender       |
| Samenvatting                                                                                           | Samenvatting   | Samenvatting                   | Samenvatting  | Samenvatting               | Samenvatting |
| --- | -------------- | ------------------------------ | ------------- | -------------------------- | ------------ |
| 22 | 1              | "Damage Control"*              | 201           | 4 september 2010           | Disney XD    |
| Een schurk begint de resterende Omega Verbond leden aan te vallen.                                     |                |                                |               |                            |              |
| 23 | 2              | "In The Game of The Father"*   | 202           | 11 september 2010          | Disney XD    |
| Charlie krijgt te horen dat zijn vader voor het Omega Verbond werkte.                                  |                |                                |               |                            |              |
| 24 | 3              | "Gauntlet, But Not Forgotten"* | 203           | 18 september 2010          | Disney XD    |
| Wanneer Jason per ongeluk Aarons handschoen verkoopt, gaat Aaron de confrontatie aan met Shackles.     |                |                                |               |                            |              |
| 25 | 4              | "Photography"*                 | 204           | 25 september 2010          | Disney XD    |
| Aaron is gefotografeerd tijdens het stoppen van een bankoverval.                                       |                |                                |               |                            |              |
| 26 | 5              | "Face-Off"*                    | 205           | 2 oktober 2010             | Disney XD    |
| Wanneer Hall wordt ontvoerd door een Aaron Stone look-alike, wordt Aaron meegenomen voor ondervraging. |                |                                |               |                            |              |
| 27 | 6              | "My Own Private Superhero"*    | 206           | 9 oktober 2010             | Disney XD    |
| |                |                                |               |                            |              |
| 28 | 7              | "Resident Weevil"*             | 207           | Verwacht: 16 oktober 2010  | Disney XD    |
| |                |                                |               |                            |              |
| 29 | 8              | "Run Aaron, Run"*              | 208           | Verwacht: 23 oktober 2010  | Disney XD    |
| |                |                                |               |                            |              |
| 30 | 9              | "Pack-Man"*                    | 209           | 18 december 2010           | Disney XD    |
| |                |                                |               |                            |              |
| 31 | 10             | "Tracker & Field"*             | 210           | Verwacht: 6 november 2010  | Disney XD    |
| |                |                                |               |                            |              |
| 32 | 11             | "Metal Gear Liquid"*           | 211           | Verwacht: 13 november 2010 | Disney XD    |
| |                |                                |               |                            |              |
| 33 | 12             | "Sparks"*                      | 212           | Verwacht: 20 november 2010 | Disney XD    |
| |                |                                |               |                            |              |
| 34 | 13             | "Mutant Rain (deel 1)?"*       | 213           | 31 december 2010           | Disney XD    |
| |                |                                |               |                            |              |
| 35 | 14             | "Mutant Rain (deel 2)"*        | 214           | 31 december 2010           | Disney XD    |
| |                |                                |               |                            |              |

* De titel is tijdelijk nog niet in het Nederlands bekend.